# Колосницин, Владимир Васильевич
Колосницин Владимир Васильевич (27 октября 1954, Хабаровск) — российский архитектор, руководитель Мастерской № 7 ГУП «Моспроект-2» имени М. В. Посохина.
Известен проектированием новых зданий (так называемых «муляжей») на месте снесённых памятников архитектуры: гостиницы Москва, Военторга на Воздвиженке и других. Назывался в числе «мастеров» «лужковского стиля» в архитектуре Москвы.

## Проекты и постройки в Москве
- Административное здание «Совмортранс» (1994, Рахмановский переулок, 4, стр. 1)[4];
- Храм Живоначальной Троицы на Борисовских прудах (2004, Каширское шоссе, 61);
- Торгово-офисный центр на месте снесённого Военторга (2008, ул. Воздвиженка, 10);
- Гостиница на месте снесённой гостиницы «Москва» (2009, Манежная площадь);
- Ресторан «Белый лебедь» на Чистых прудах[5];
- Гостиничный комплекс на месте снесённой усадьбы Алексеевых (улица Бахрушина, 11)[6];
- Здание депозитария Музеев Московского Кремля на Боровицком холме (строительство начато в сентябре 2010 года, а уже в конце этого месяца остановлено решением исполняющего обязанности мэра Москвы В. И. Ресина)[5][7].

## Оценки построек архитектора
Работы В. В. Колосницина неоднократно вызывали критику в прессе, так, например, историк архитектуры и архитектурный критик Г. Ревзин даже называл его «самым плохим архитектором Москвы». О здании ресторана «Белый лебедь», построенном на Чистых прудах по проекту Колосницина, Ревзин отзывался так:

Классическая тема — дворец над водоемом — предполагает изысканную легкую композицию. Чем, собственно, и был шестидесятнический ресторан «Джалтаранг» работы Ю. Шевердяева. Эта легкость показалась авторам недостаточно представительной. Возник мощный крупный объем, перегораживающий пополам Чистопрудный бульвар. Чистые пруды рядом с этим представительным объемом превратились в неопрятную мелкую лужицу. Автор, однако же, смутился своей серьёзностью и начал с ней бороться. Двумя путями: создал асимметричный фасад в абсолютно симметричной композиции бульвара и украсил его постмодернистским ордером, призванным продемонстрировать шутливость композиции.

Каждый, кто видел этот кособрюхий сарай, украшенный сосискообразными колоннами с капителями в виде гипсовых ведер, я думаю, должен был проклясть этого мастера.

Директор Государственного научно-исследовательского музея архитектуры им. А. В. Щусева Д. А. Саркисян о новом здании Военторга:

Вместо элегантного модерна, архитектурной гордости Москвы, возводится заурядное сооружение «в старинном стиле». Совмещение чудовищной трёхэтажной мансарды, круглого купола по новой московской моде и элементов модерна — вопиющая безвкусица, провинциальная гадость. Извините, других слов у меня нет. Но они и этих не понимают.

Архитектор К. Асс о «воссозданной» гостинице Москва:

Легко понять, что именно сложная композиция и керамический тимпан «Метрополя» «вдохновили» «Моспроект-2» на эту жалкую пародию. Но как же ужасна эта ошибка — заведомо понимая, что сравниться с «Метрополем» не удастся ни с финансовой, ни с артистической стороны, пытаться выступить контекстуально! Трудно себе представить больший провал. Мало того, что новый фасад нисколько не вяжется с воспроизведенной «Москвой», он ещё и архитектурно беспомощен до крайней степени.

По опросу ведущих московских архитекторов, проведённому в начале 2010 года журналом «Forbes», построенный В. В. Колоснициным в сотрудничестве со Стариковым А.Ф. торгово-офисный центр «Военторг» занял первое место в списке «самых уродливых зданий столицы».

## Награды
Награждён орденом преподобного Андрея Рублева III степени. За проектирование на месте снесённых Тёплых торговых рядов нового здания признан победителем юбилейного Конкурса на лучшую реставрацию, реконструкцию памятников архитектуры и других объектов историко-градостроительной среды г. Москвы за 2002 год.